# Archibracon fenestralis
Archibracon fenestralis är en stekelart som först beskrevs av Szepligeti 1911.  Archibracon fenestralis ingår i släktet Archibracon och familjen bracksteklar. Inga underarter finns listade.